# Анук Лепер
Анук Лепер (15 лютого 1979 або 13 лютого 1979 , Антверпен ) — бельгійська топ-модель.

## Біографія
Народилася в Антверпені в 1979 році. З дитинства ходячи в школу моделей, спочатку не пов'язувала свою долю з моделінгом, ставлячи передовсім завдання навчитися себе подавати.
Вищу архітектурну освіту почала здобувати в Антверпені. Під час навчання в її колі спілкування були студенти, пов'язані з індустрією моди, саме завдяки їм у 2000 році вона вперше вирушила на один з показів в Париж в якості моделі-початківиці. У Парижі досить швидко потрапила в поле зору модельного агентства IMG Models, яке відразу ж підписало з нею контракт, і взяла участь у показі Chanel.
Незабаром після цього отримала пропозицію поїхати працювати в Нью-Йорк. Нова робота змусила Лепер призупинити отримання вищої освіти. Незабаром після переїзду в США вона здобула світову популярність, ставши однією з найбільш затребуваних моделей світу в 2001—2002 роках.
За дуже короткий час Анук Лепер з'явилася на обкладинках більшості провідних світових модних журналів, таких як Vogue, Elle і Numéro.
У різний час брала участь в наступних показах: Alessandro Dell'Acqua, Alexander McQueen, Antonio Berardi, Balenciaga, Max Azria, Calvin Klein, Carolina Herrera, Celine, Chanel, Chloé, Christian Dior, Christian Lacroix, Costume National, Diane von Furstenberg, Dolce & Gabbana, Donna Karan, Dries van Noten, Emmanuel Ungaro, Fend i, Givenchy, Hugo Boss, Hussein Chalayan, Imitation of Christ, John Galliano, Katayone Adeli, Lawrence Steele, Luella, Martine Sitbon, Michael Kors, Missoni, Miu Miu, Moschino, Narciso Rodriguez, Olivier Theyskens, Prada, Ralph Lauren, Roberto Cavalli, Strenesse, Yohji Yamamoto.
До початку 2010-х Лепер значно скоротила кількість виходів на подіум, продовжуючи співпрацю лише з модними будинками Stella McCartney, John Galliano, Prada і деякими іншими. Завершила дефілювати на подіумі в 2012 році. 
У 2020 році знялася для обкладинки Vogue Україна.